# NGC 2670
NGC 2670 est un amas ouvert,, situé dans la constellation des Voiles. Il a été découvert par l'astronome britannique John Herschel en 1836.

NGC 2670 est à environ 1 188 pc (∼3 870 al) du système solaire et les dernières estimations donnent un âge de 49 millions d'années. La taille apparente de l'amas est de 7 minutes d'arc, ce qui, compte tenu de la distance, donne une taille réelle maximale d'environ 7,9 années-lumière. 

Selon la classification des amas ouverts de Robert Trumpler, cet amas renferme moins de 50 étoiles (lettre p) dont la concentration est moyenne (II) et dont les magnitudes se répartissent sur un intervalle moyen (le chiffre 2).